# しおかぜ (宇高連絡船)

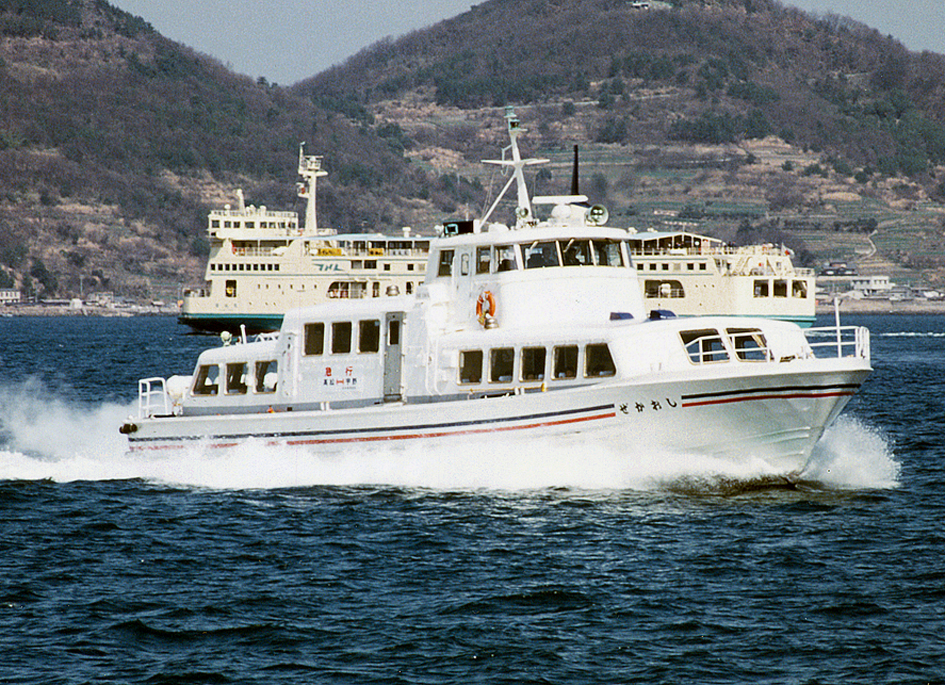
国鉄 宇高連絡船 しおかぜ（1986年） 共同汽船当時からの塗色

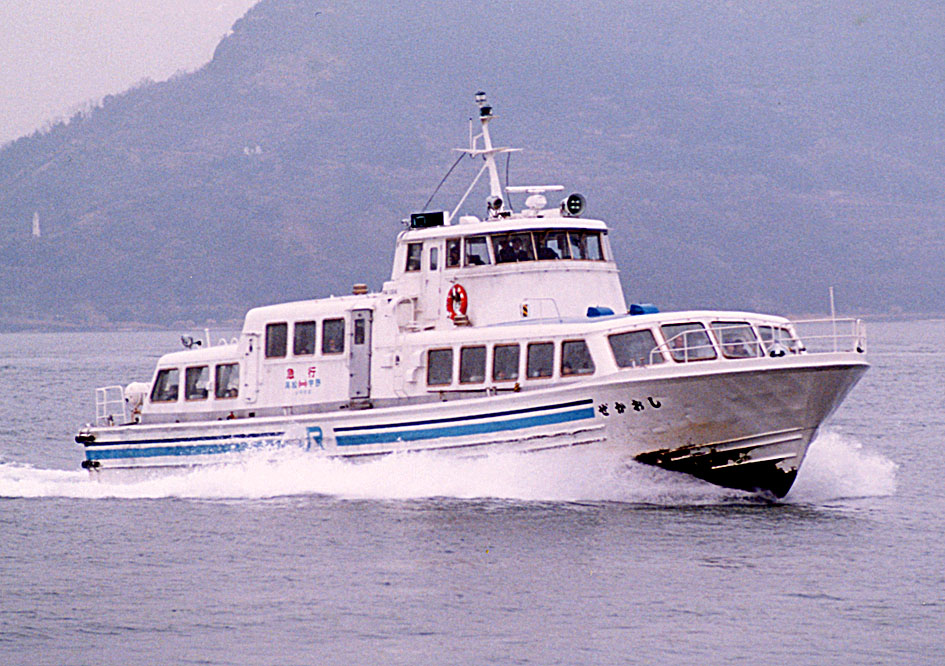
JR四国 宇高連絡船 しおかぜ（1988年） JR四国の塗色に変更後

しおかぜは、共同汽船が阪神 - 洲本間航路で運航していた高速旅客船である。同社のはまかぜ型高速旅客船の2番船。後に国鉄・JR四国の宇野-高松間航路（宇高航路）へ移った。

## 概略
共同汽船は、1975年（昭和50年）に関西汽船から阪神 - 洲本間航路を就航船（客船すもと丸・高速艇いそかぜ）と共に譲受し、翌1976年（昭和51年）以降はまかぜ型高速艇6隻を新造して就航船を置き換えた。しおかぜは、その2番船として1977年（昭和52年）に三保造船所で建造された。
1979年（昭和54年）の6番船うらかぜの完成・就航により阪神 - 洲本間航路の就航船の置き換えが完了し、同航路は30分間隔での1日27往復運航体制となった。
1985年（昭和60年）以降、新船への置き換えによりしおかぜは阪神 - 洲本間航路での運航を終了し、1986年（昭和61年）から船舶整備株式会社を経て当時の日本国有鉄道（国鉄）にリースされ、宇高航路の多客期に臨時便の高速艇として運航されることになった。

### 宇高航路での運航
当時、国鉄の宇高航路ではホーバークラフトの「とびうお」が就航していたが、GW・盆・年末年始などの利用客増により、また、ホーバーの定期検査による休航にも備えて、予備の速い船が必要となった。先代のホーバー「かもめ」が保守基地に残されてはいたが、船体故障が生じていた。
そこで、1985年（昭和60年）12月28日から1986年（昭和61年）1月7日まで、高速艇「ひかり2号」を四国フェリーから借り受けて運航。これが好評となり、次いで高速艇「プリンセスオリーブ」を両備運輸から借り受け、1986年3月1日 - 14日と7月1日 - 7日の期間で運航した。「しおかぜ」は1986年7月8日から就航し、同年の秋以降も継続的に運航された。所要時間は29分。宇高航路のホーバーが、乗降の際に陸上でなく浮桟橋を使っていたので、高速艇も同じ乗り場から発着していた。翌年、国鉄の分割民営化によりJR四国が運航を引き継いだ。
1988年（昭和63年）4月9日、翌日からの瀬戸大橋開通に伴い、JRの快速電車マリンライナーで海を渡れるようになるため、JRの宇高航路では連絡船とホーバークラフトが廃止。
高速艇は「JR宇高高速ライン」と新たに名付けられ「しおかぜ」による定期便として存続。急行料金もホーバーと同額だった1100円から700円に値下げされた。本来なら急行列車には使用出来ない青春18きっぷでも船急行券を買えば乗れるようになり、船内ではおしぼりやアイスもなかの無料サービス、自由に使える双眼鏡の設置などもあったが、旅客の大多数が瀬戸大橋利用へシフトしていく中、宇野線の各駅停車にしか接続しなくなった「しおかぜ」の利用客は激減。便によっては乗客0名の時もあった。
減便を経て、1990年（平成2年）3月31日の運航を最後に、JR四国は高速艇の1年間運航休止を決定。その後特に需要も見込めなかったため、再開されないまま1991年（平成3年）3月15日を以て廃止。留め置かれていた「しおかぜ」はその後、海外に売船された。